# Páll Ísólfsson
Páll Ísólfsson, född 12 oktober 1893, död 23 november 1974, var en isländsk tonsättare och organist.
Páll Ísólfsson utbildades 1913–1918 vid konservatoriet i Leipzig, där han bland annat studerade för Karl Straube och under två år tjänstgjorde som biträdande organist i Thomaskyrkan. Sina orgelstudier fortsatte han 1925 för Joseph Bonnet i Paris. Efter debuten i Leipzig 1916 uppträdde Páll Ísólfsson med framgång i Skandinavien, Tyskland och Storbritannien, både som orgelspelare och som kör- och orkesterdirigent. Som Bachtolkare ansågs han som en av samtidens främsta. Páll Ísólfsson var från 1930 rektor för Musikhögskolan i Reykjavik, dessutom musikchef vid isländska radion och organist vid domkyrkan i Reykjavik. Som tonsättare stod Páll Ísólfsson helt på romantisk grund, och hans produktion omfattade orkesterverk, bland annat en prisbelönt kantat vid alltingsjubileet 1930, kompositioner för orgel, musik till flera skådespel, bland annat till Davíð Stefánssons Den gyllene porten, solo- och körsånger, pianostycken med mera.